# 커샌드라 클레멘티
커샌드라 클레멘티(Kassandra Clementi, 1990년 10월 10일 ~ )는 오스트레일리아의 배우이다.

## 출연 작품
- 배틀 크랙 (2020)
- 빅 머디 (2017)
- 비커밍 본드 (2017)
- 크리스마스 트위스터 (2012)
- 햇필드 앤 맥코이: 배드 블러드 (2012)
- 더 보이스 아 백 (2009)